# Aiguines
Aiguines település Franciaországban, Var megyében. Lakosainak száma 272 fő (2022. január 1.). Aiguines Moustiers-Sainte-Marie, La Palud-sur-Verdon, Rougon, Ampus, Bauduen, Châteaudouble, Les Salles-sur-Verdon, Trigance és Vérignon községekkel határos.

## Népesség
A település népességének változása:
| Lakosok száma | 270  | 271  | 276  | 276  | 272  | 270  | 271  | 270  | 272  |
|               | 2013 | 2015 | 2016 | 2017 | 2018 | 2019 | 2020 | 2021 | 2022 |